# Gebouw van de Hoge Raad (Plein)
Het gebouw van de Hoge Raad aan het Plein in Den Haag was van 1860 tot 1988 de huisvesting van de Hoge Raad der Nederlanden. Het heeft daarna plaatsgemaakt voor de uitbreiding van de Tweede Kamer.
Vanaf 1838 was de Hoge Raad gevestigd aan het Binnenhof. Het nieuwe gebouw werd gebouwd naast het Ministerie van Koloniën in de tuin van het voormalige Huygenshuis, dat in 1876 werd gesloopt om plaats te maken voor het Departement van Justitie. Het was ontworpen door rijksbouwmeester W.N. Rose. Door zijn aanzicht van pilaren met ronde bogen kreeg het de bijnaam het hondenhok.

## Renovatie

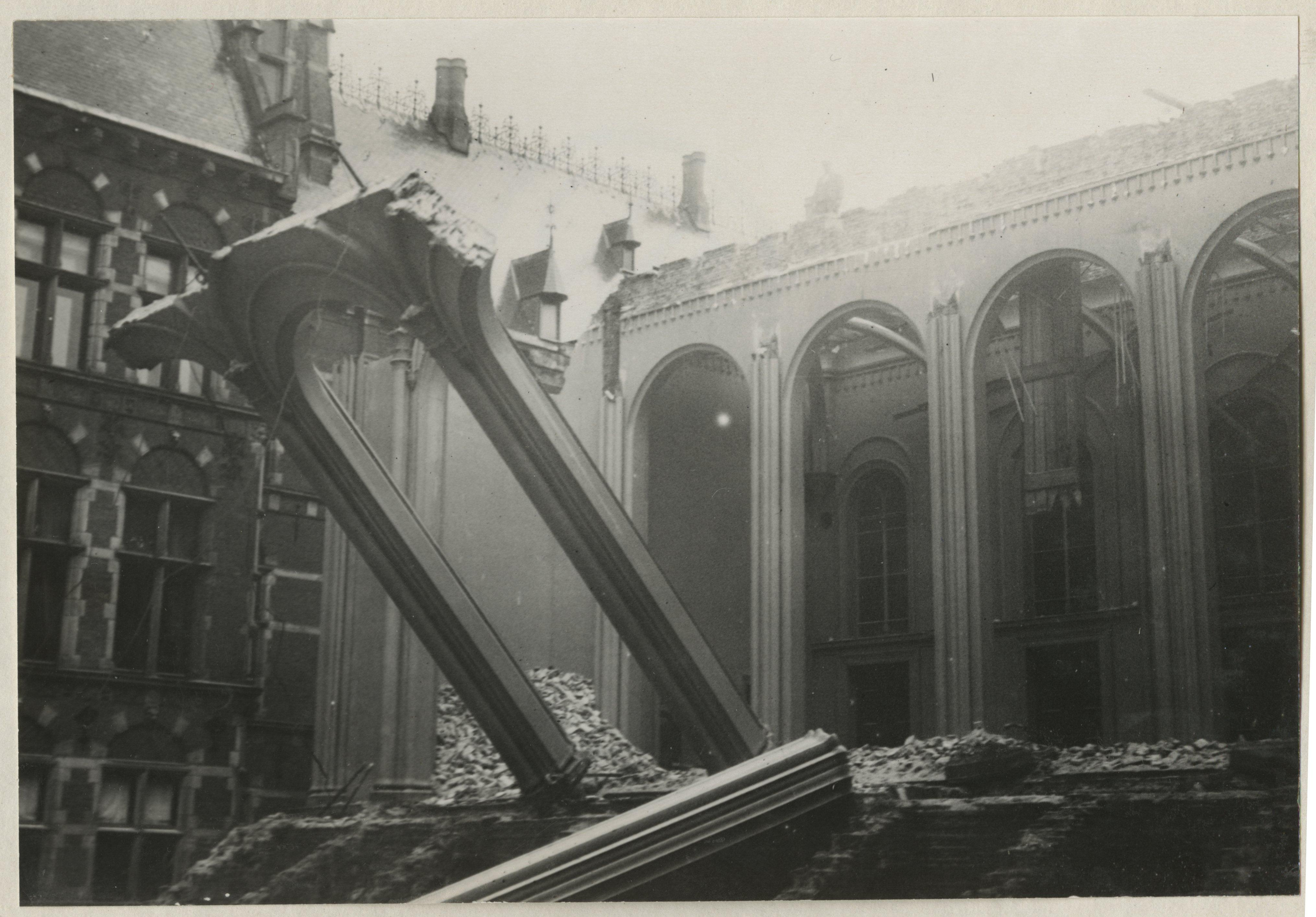
Het slopen van de gevel in 1938

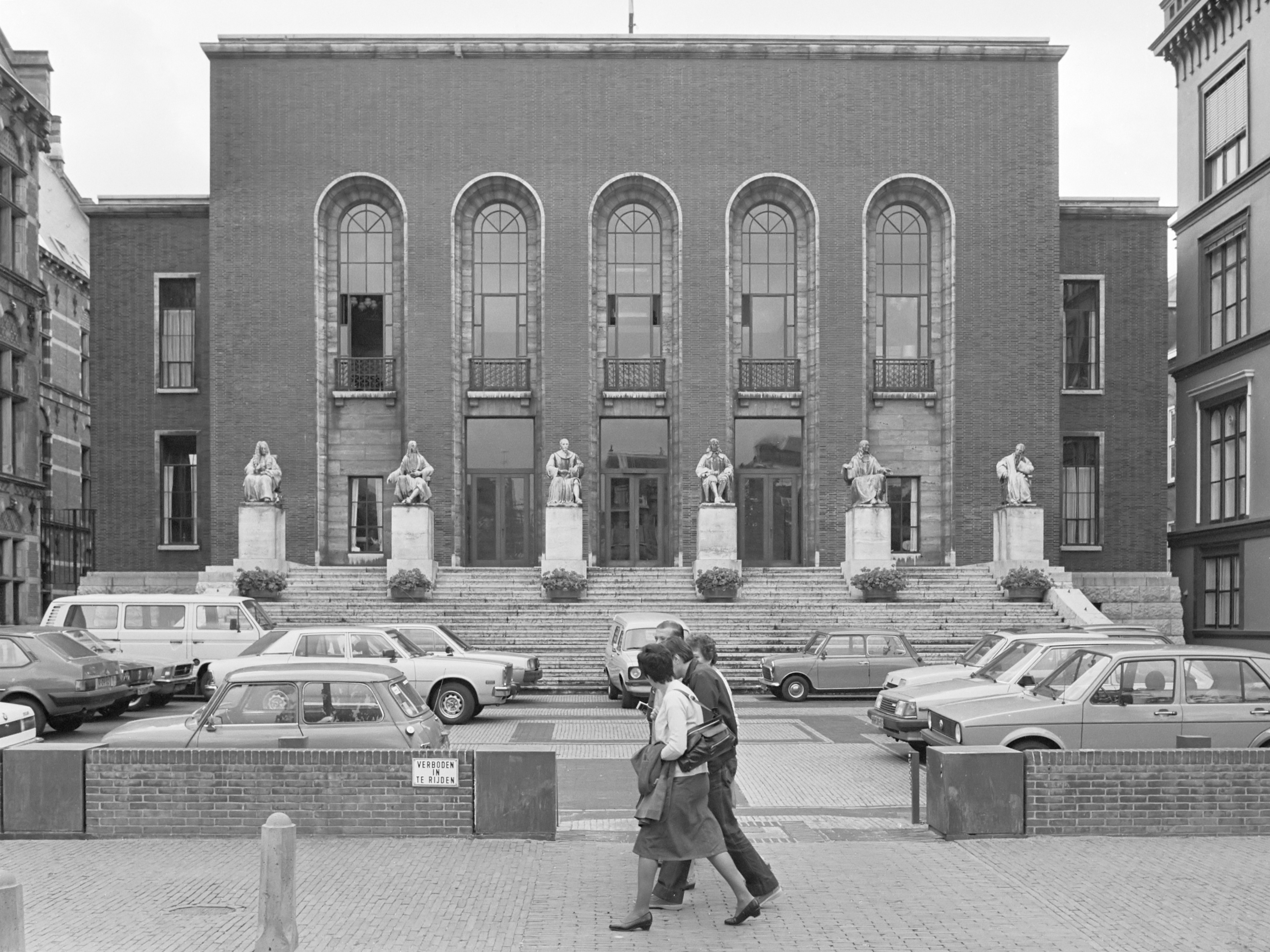
Het gebouw in 1983

Het gebouw had veel gebreken. Uiteindelijk werd in 1938 het gebouw gestript en door G.C. Bremer gerenoveerd waarbij zowel het interieur als de voorgevel vervangen werden. Ook werden door beeldhouwers bronzen beelden gemaakt van zes bekende juristen en voor het pand geplaatst, namelijk Cornelis van Bijnkershoek, Ulrik Huber, Hugo de Groot, Simon van Leeuwen, Johannes Voet en Joan Melchior Kemper.
In de zittingszaal werd naar een ontwerp van Richard Roland Holst in groen marmer met gouden letters een uitspraak van Hugo de Groot aangebracht. Hierboven stonden afbeeldingen van historische wetgevers: de Bijbelse Mozes (de Tien geboden), de Solon van Athene (Atheense grondwet), de Byzantijnse keizer Justinianus (Corpus Iuris Civilis) en de Franse keizer Napoleon (Code Civil, Code Pénal).
De spreuk “UBI IUDICIA DEFICIUNT INCIPIT BELLUM” (Waar het recht ophoudt begint de oorlog) is ontleend aan het boek De iure belli ac pacis van Hugo de Groot uit 1625. De Groot wordt onder meer door dit werk gezien als een van de voornaamste grondleggers van het moderne volkenrecht. De Hoge Raad gebruikt de spreuk tegenwoordig nog steeds als haar officiële motto. Ook de zes standbeelden zijn onlosmakelijk verbonden gebleven met de Hoge Raad en verhuisden telkens met haar mee. Tegenwoordig staan ze opgesteld vóór het nieuwe gebouw van de Hoge Raad der Nederlanden aan het Korte Voorhout.

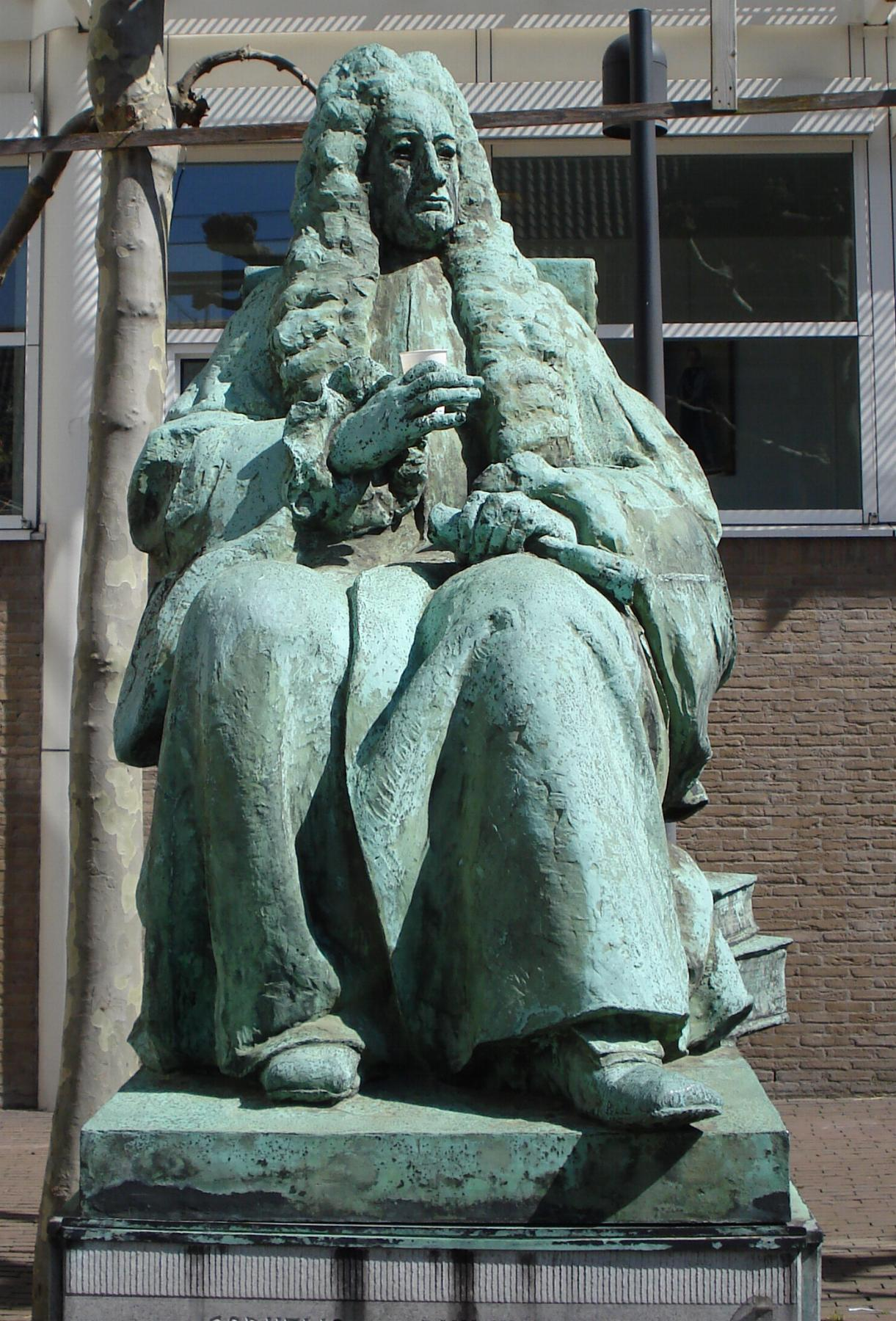
Cornelis van Bijnkershoek 1673-1743 (gemaakt door Albert Termote)
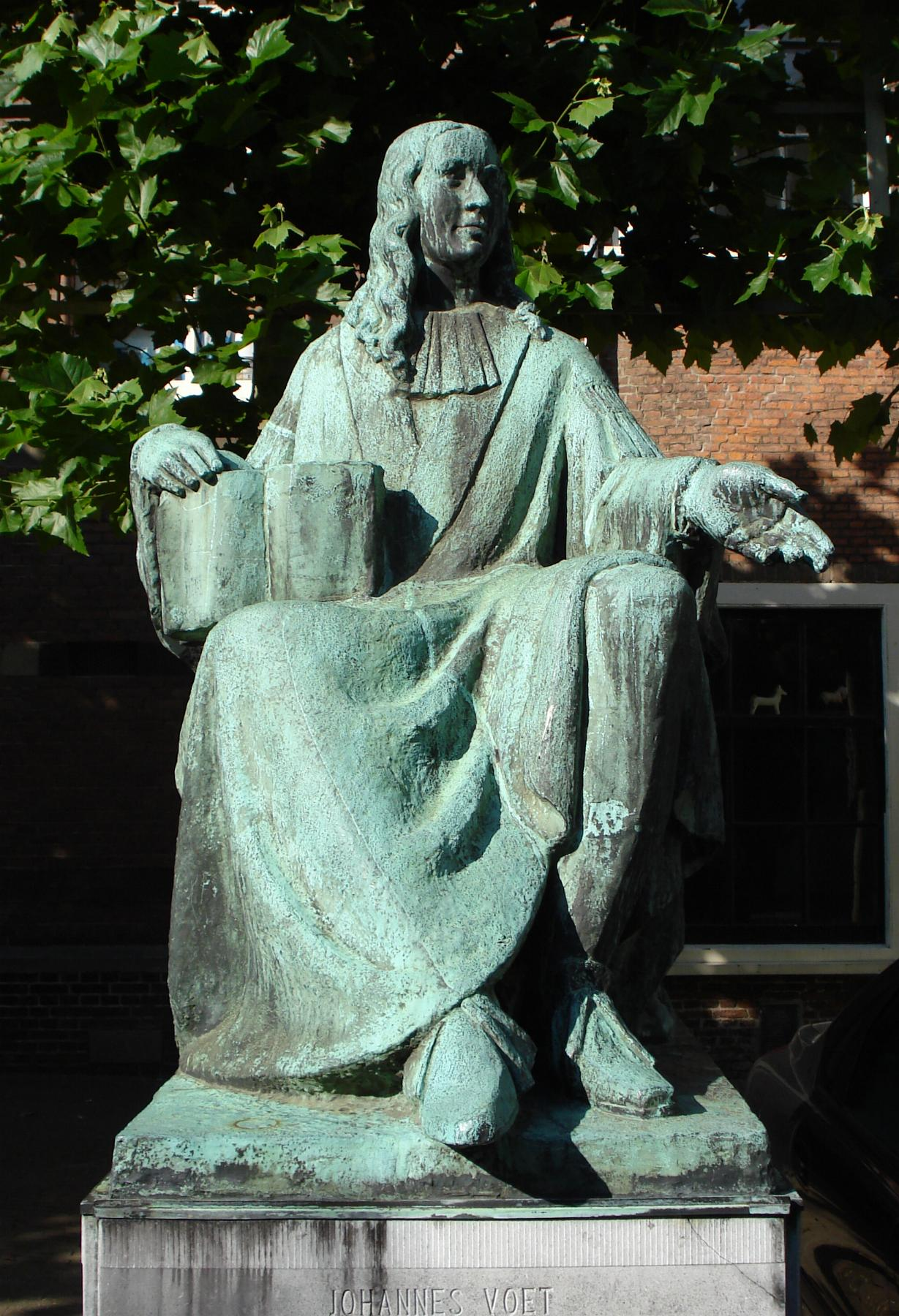
Johannes Voet 1646-1713 (gemaakt door Mari Andriessen)
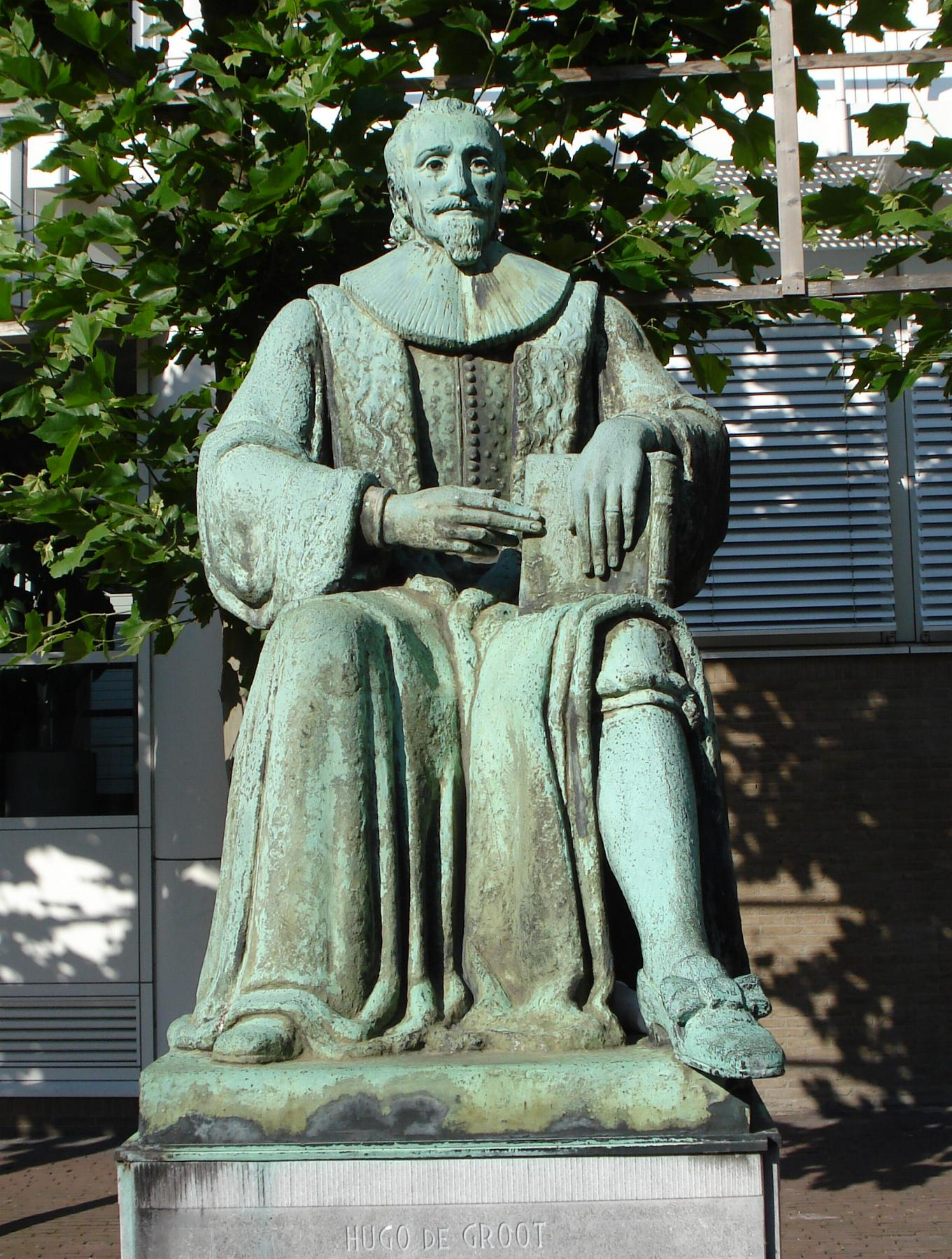
Hugo de Groot 1583-1645 (gemaakt door Johan Polet)
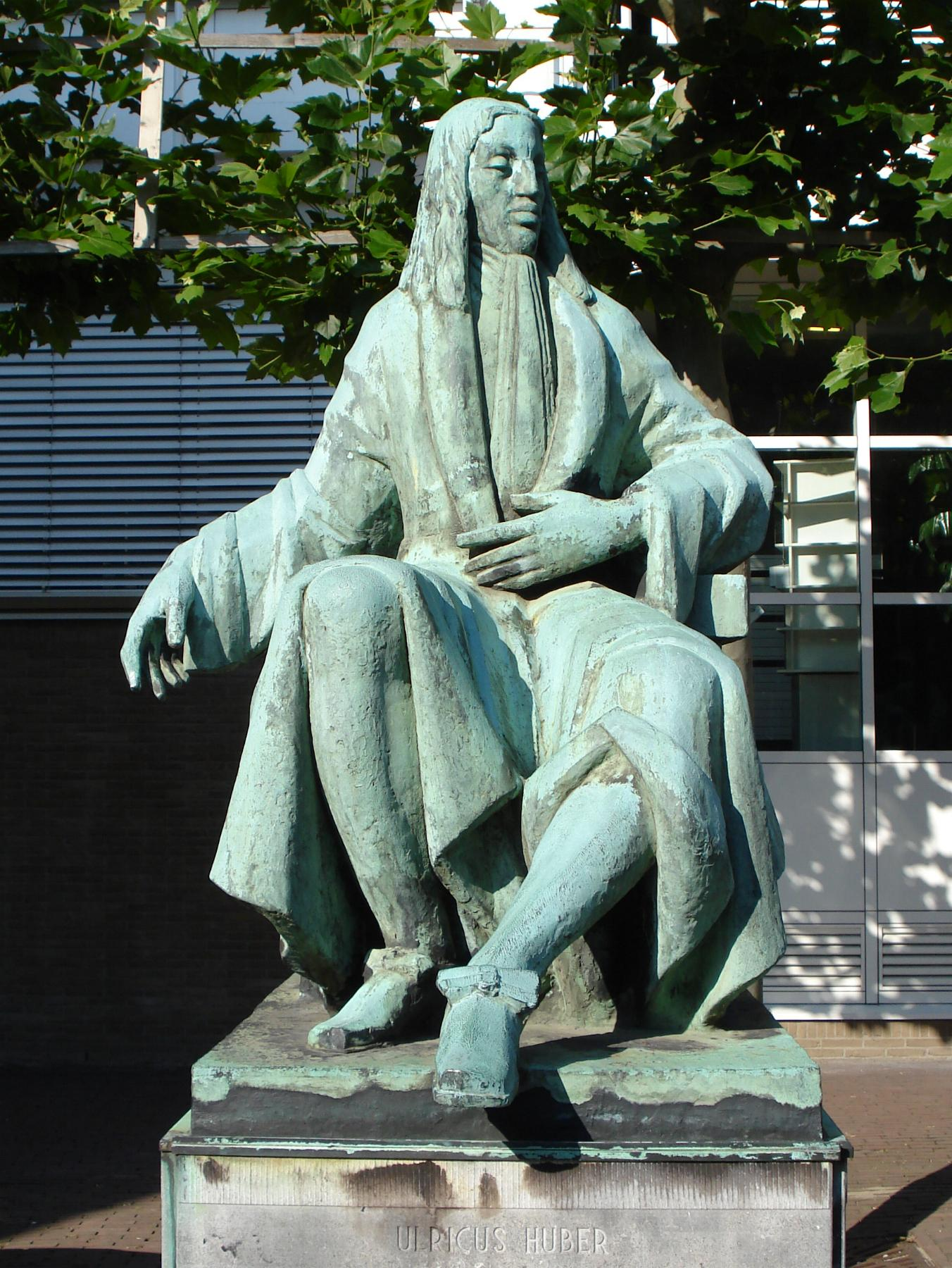
Ulrik Huber 1636-1694 (gemaakt door Frits van Hall)
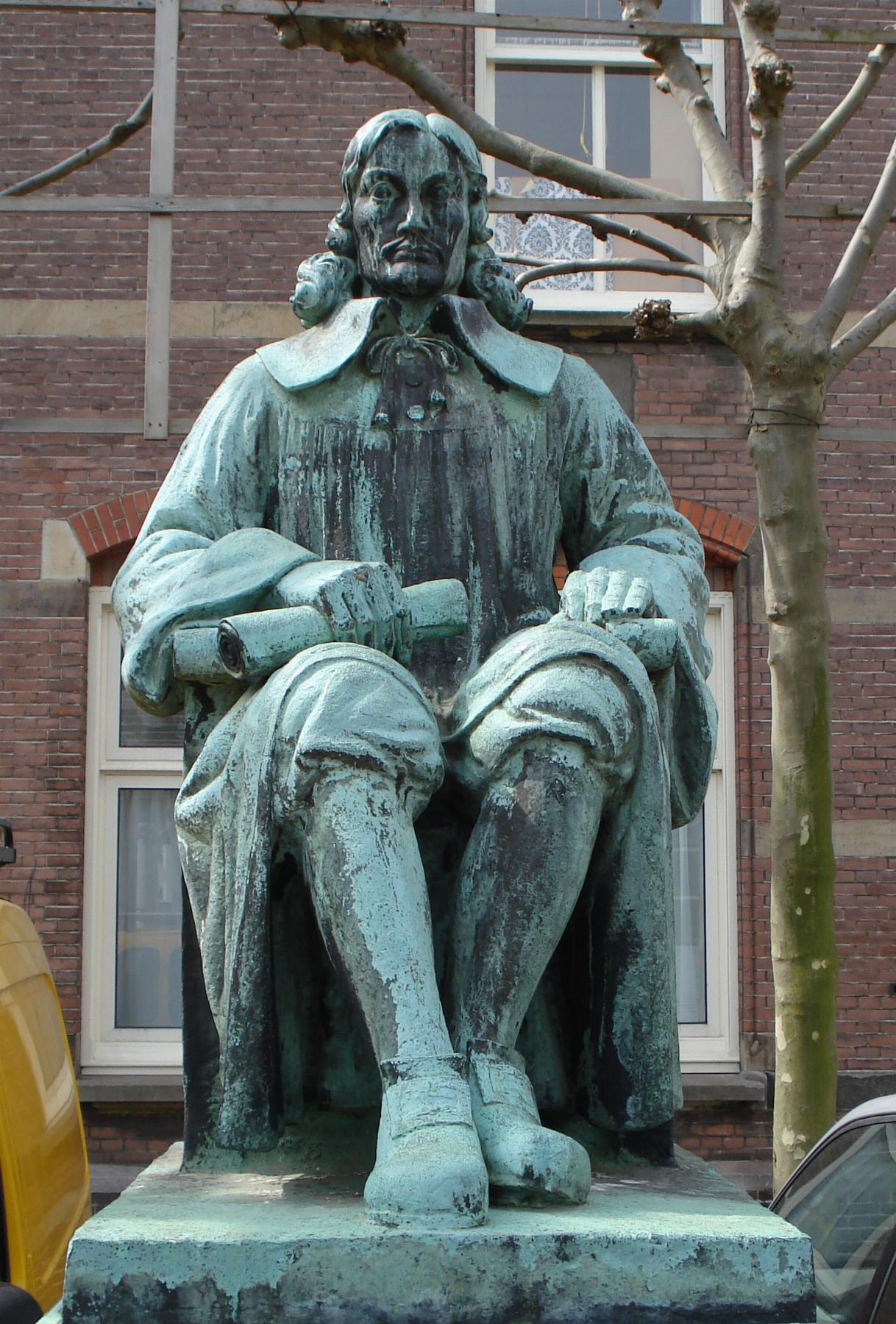
Simon van Leeuwen 1626-1682 (gemaakt door Hildo Krop)
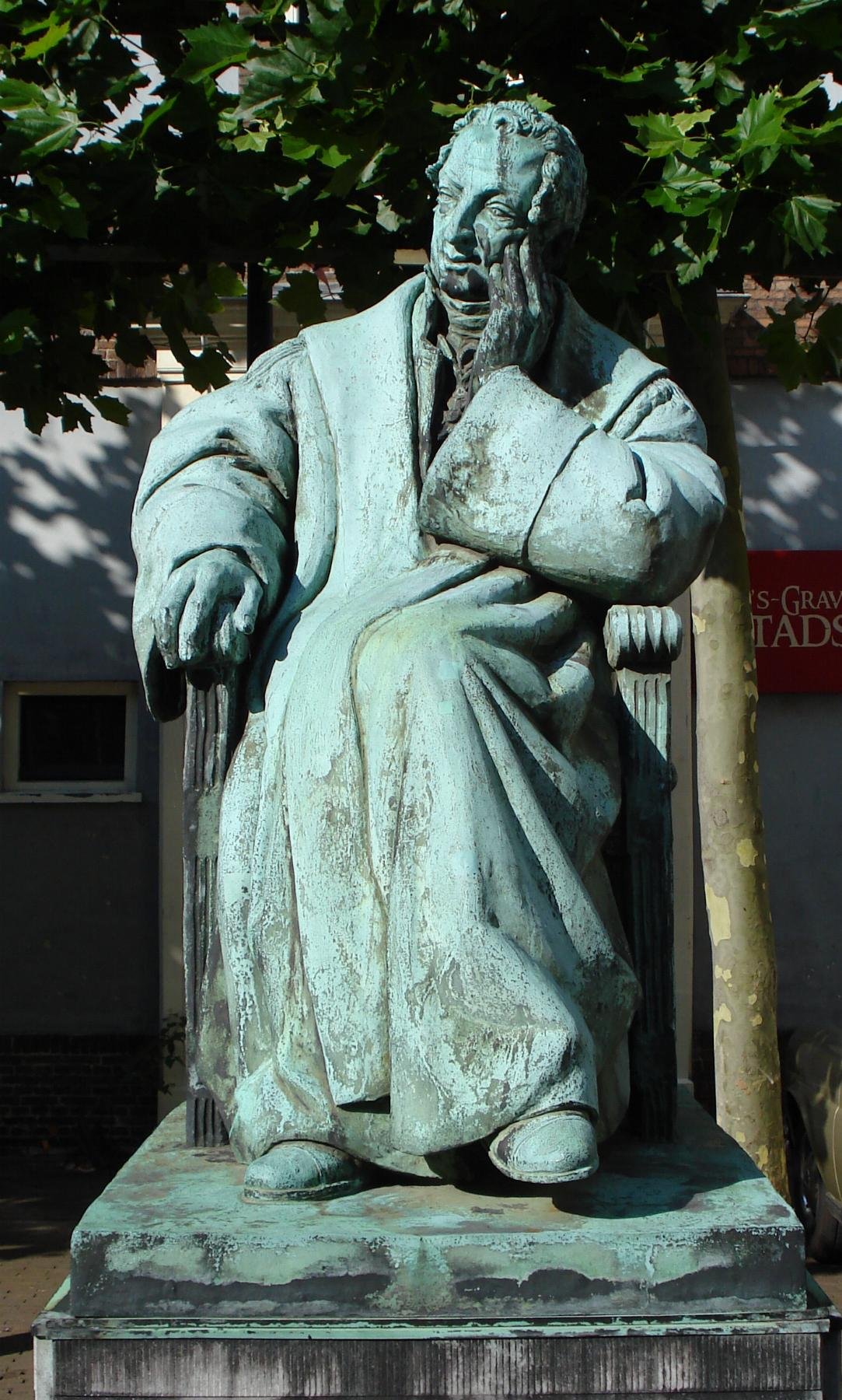
Joan Melchior Kemper 1776-1824 (gemaakt door Prof. Oswald Wenckebach)

## Sloop

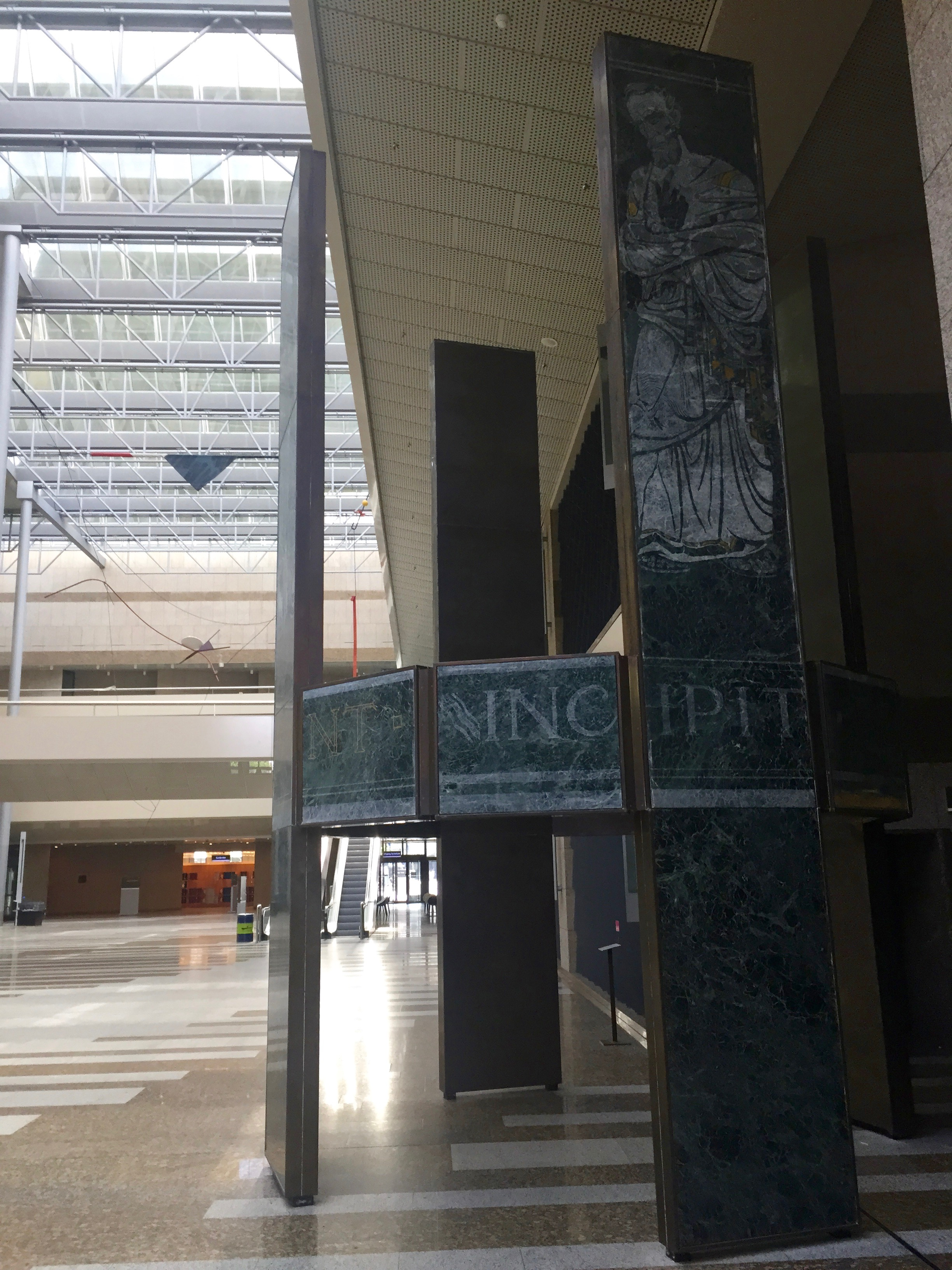
De achterwandpanelen van Richard Roland Holst in de Statenpassage van de Tweede Kamer, door Lex Wechgelaar herschikt tot een nieuw kunstwerk in 1991.

De Raad zetelde tot 1988 in het gebouw, daarna is het gesloopt voor de Statenpassage en hoofdingang van de Tweede Kamer. De wand van de zittingszaal is in de Statenpassage als kunstwerk opgesteld op ongeveer dezelfde plek waar het zich vroeger bevond. De Raad nam in 1988 zijn intrek in Huis Huguetan aan het Lange Voorhout 34-36, de beelden werden meeverhuisd en geplaatst bij de ingang aan de Kazernestraat.